# Kinokuniya Bunzaemon
Kinokuniya Bunzaemon (紀伊國屋文左衛門, Kinokuniya Bunzaemon), surnommé Kibun Daijin (紀文大尽, litt. « Kibun, le grand dépensier »),, est un marchand japonais réputé du début de l'époque d'Edo. Il aurait vécu entre la fin du XVIIe siècle et le début du XVIIIe siècle, bien que ses dates exactes de naissance et de mort demeurent incertaines. Son nom reste associé à la réussite commerciale et à l'image du marchand audacieux et prospère dans la mémoire collective japonaise d'aujourd'hui.
Originaire de la province de Kii, il est principalement connu pour ses activités de négoce à Edo, où il aurait bâti une immense fortune grâce au commerce du bois, des agrumes, du saumon et d'autres denrées. Il aurait bénéficié de la protection de puissants personnages de son temps, notamment Yanagisawa Yoshiyasu, le favori du shogun. Il est notamment célèbre pour la légende selon laquelle il aurait acheminé par bateau des cargaisons de mandarines mikan vers Edo en bravant la mer déchaînée, ce qui lui aurait valu un immense succès financier et renforcé sa réputation d'homme d'affaires ingénieux et courageux.
Toutefois, la distinction entre les faits avérés et ces récits folkloriques est souvent complexe, une grande partie de sa renommée reposant sur des œuvres littéraires postérieures.

## Biographie
La vie de Kinokuniya Bunzaemon est semi-légendaire et il est difficile de démêler la fiction de la réalité. Natif de Yuasa, dans la province de Kii, il aurait bâti sa fortune dans la vingtaine grâce au commerce des mandarines mikan et du saumon salé de sa région natale. Durant l'ère Genroku (1688-1704), il s'installe à Edo dans le quartier d'Hatchōbori (ja), où il se serait rapproché des figures influentes du shogunat. Pour ce faire, il aurait offert des pots-de-vin à Yanagisawa Yoshiyasu, alors favori du shogunat, à Ogiwara Shigehide (ja), le commissaire aux finances, et à Abe Masatake (ja), membre du conseil des anciens. Il réalise d'importants profits lors de la construction du pavillon principal du Kan'ei-ji à Ueno, ce qui lui permet de devenir fournisseur officiel de bois pour le shogunat. Cependant, un incendie dévastateur à Fukagawa, détruit sa scierie, mettant ainsi fin à ses activités dans le commerce du bois (zaimoku-uri (ja)).
Bunzaemon obtient également du shogunat l'autorisation de frapper des pièces de dix mon (hōei tsūhō (ja)). Malheureusement, la mauvaise qualité des pièces produites entraîne leur retrait de la circulation un an seulement après la mort du cinquième shogun, Tokugawa Tsunayoshi. Cette décision lui cause de lourdes pertes et le force à abandonner ses affaires. Après cet échec dans laquelle il aurait investi l'intégralité de sa fortune, certaines sources affirment qu'il aurait fini ses jours dans la misère, en tant que mendiant. Cependant, d'autres versions existent et suggèrent qu'après avoir fermé son commerce en 1710, l'année suivant la mort de Tsunayoshi, il aurait continué à faire preuve d'une grande générosité. En 1717, par exemple, il fait don de trois mikoshi entièrement recouverts d'or au sanctuaire Tomioka Hachiman-gū de Fukagawa, et il aurait également financé la reconstruction intégrale du sanctuaire après un grand incendie. L'historien Takeuchi Makoto (ja) souligne plusieurs éléments allant dans ce sens : il aurait livrer 60 troncs de bois au sanctuaire Katori en 1701, fait un don de 10 ryō à l'exposition itinérante du temple Narita-san shinshō-ji à Eitai-ji de Fukagawa en 1703, et détenu un contrat d'exploitation d'une fonderie de cuivre. Ces faits portent à croire qu'après la baisse des constructions due au changement de shogun, il aurait continué à vivre confortablement grâce à ses économies, ses revenus locatifs et financiers.
Il passe ses dernières années au temple Sensō-ji avant de déménager à Fukagawa Hachiman. Là, il fréquente des lettrés et poètes, dont Takarai Kikaku, et adopte le nom de plume Senzan pour ses haïkus. Il est propriétaire d'une grande résidence à Hatchōbori. Des récits de l'époque racontent ses fêtes extravagantes dans le quartier du Yoshiwara en compagnie de Naraya Mozaemon Katsutoyo (ja). Sa fortune est si légendaire qu'elle est parfois associée à celle de Kawamura Zuiken (en).

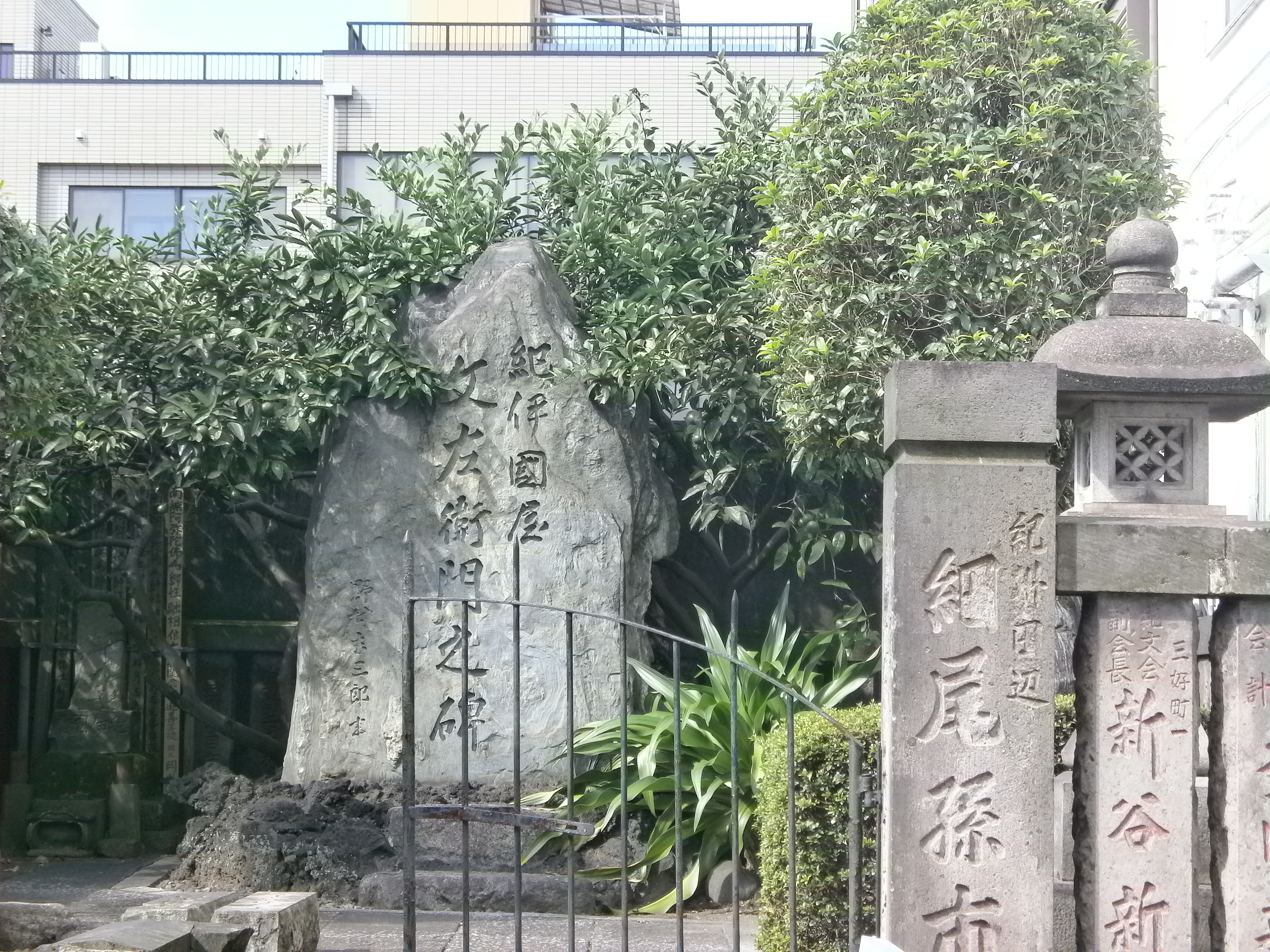
Stèle commémorative en l'honneur de Kinokuniya Bunzaemon dans sa ville natale de Yuasa dans la préfecture de Wakayama

Il décède possiblement dans la soixantaine sous l'ère Kyōhō (1716-1736). Sa tombe se trouve au temple Jōtō-in, dans l'arrondissement de Kōtō, et son nom bouddhiste est Kiseyū Sōshin. Enfin, une stèle commémorative de sa naissance, érigée par Kōnosuke Matsushita, se dresse aujourd'hui dans sa ville natale de Yuasa dans la préfecture de Wakayama.
Son successeur, Bunzaemon deuxième du nom, reprend la maison Kinokuniya, mais sa gestion médiocre entraîne le déclin de l'entreprise. En 1705, le deuxième fils de Kinokuniya Bunzaemon est adopté par Karibe Seibei (ja), le sixième chef du Honjin de Hodogaya-juku. Grâce à sa dot, il peut rembourser les dettes de la famille Karibe,.

## La légende du bateau de mandarines
On raconte qu'une année, alors que Bunzaemon était dans sa vingtaine, la province de Kii connut une récolte exceptionnelle de mandarines mikan. Il décida de transporter cette abondance à Edo, mais des tempêtes bloquèrent la route maritime, rendant l'expédition impossible. En conséquence, les mandarines invendues furent bradées par les marchands du Kansai, et leur prix chuta drastiquement. Pendant ce temps, à Edo, se tenait chaque année le « festival du soufflet » (ふいご祭り, fuigo matsuri), un événement en l'honneur du dieu des forgerons. Traditionnellement, les forgerons y jetaient des mandarines du toit de leurs ateliers pour les offrir aux habitants du quartier. Comme aucun bateau ne put arriver de Kii cette année-là, le prix des mandarines à Edo s'envola.
Bunzaemon réalisa alors le décalage : des mandarines à bas prix à Kii mais très chères à Edo. Il emprunta immédiatement une somme d'argent considérable à son beau-père, Takamatsu Kawachi, prêtre du Tamatsushima-jinja (ja), afin d'acheter toutes les mandarines disponibles. Il répara ensuite un vieux bateau abandonné chez lui et persuada des marins audacieux et expérimentés de l'accompagner pour une périlleuse traversée du Pacifique déchaîné. Bravant d'énormes vagues, vents et pluies, Bunzaemon et son équipage mirent leur vie en jeu à chaque instant, mais finirent par atteindre Edo. Cette traversée héroïque est d'ailleurs immortalisée par une chanson populaire de kappore qui dit : « Même dans l'obscurité au large, on voit une voile blanche, c'est le bateau de mandarines de Kii ».
Bunzaemon remarque alors que les mandarines sont à bas prix à Kii et très chères à Edo. Il emprunte aussitôt une forte somme d’argent à son beau-père Takamatsu Kawachi, prêtre du sanctuaire Tamatsushima Myōjin, pour acheter toutes les mandarines disponibles. Il répare un vieux grand bateau abandonné chez lui et convainc des marins rudes et intrépides de partir avec lui, au péril de leur vie, sur le Pacifique déchaîné. Bravant d’énormes vagues et résistant aux vents et à la pluie, Bunzaemon traverse la mer au risque de mourir à chaque instant, mais parvient finalement à atteindre Edo. Cette traversée reste dans la mémoire populaire à travers une chanson de kappore (ja) disant : « Même dans l’obscurité au large, on voit une voile blanche, c’est le bateau de mandarines de Kii. »
À Edo, où les mandarines étaient devenues rares, elles se vendirent à prix d'or. Bunzaemon, qui avait risqué sa vie pour les apporter aux habitants, fut acclamé comme un héros par les habitants. Par la suite, ayant appris qu'une grande inondation avait frappé Osaka et provoqué des épidémies, il acheta tout le saumon salé disponible à Edo. Il fit courir le bruit dans le Kansai que « le saumon salé est le meilleur remède contre les épidémies », puis retourna dans la région. Convaincus par la rumeur, les habitants se ruèrent sur le saumon salé que Bunzaemon avait apporté, et toutes ses cargaisons se vendirent instantanément. Grâce aux fortunes qu'il amassa en faisant la navette entre Kii et Edo, Bunzaemon put ensuite ouvrir un magasin de bois à Edo. C'est ainsi qu'il passa du statut de petit marchand à celui de grand négociant, accumulant richesse et renommée.
Cependant, il est important de noter que cette légende n'apparaît dans aucun document datant de son vivant ou des années qui suivent immédiatement sa mort. L'historien Takeuchi Makoto (ja) soutient que cette légende est une invention romanesque, apparaissant dans le livre Ōgon Mizu Daijin Hai de la fin de l'époque Edo, et n'a aucune base historique.